# Saranap (Kalifornija)
Saranap je naseljeno područje za statističke svrhe u američkoj saveznoj državi Kalifornija. Prema popisu stanovništva iz 2010. u njemu je živjelo 5.202 stanovnika.